# Route nationale 505
Pour les articles homonymes, voir Route 505.
La route nationale 505 ou RN 505 était une route nationale française reliant Gaillard à Findrol. À la suite de la réforme de 1972, elle a été renumérotée RN 205. En 2006, elle a été renumérotée RD 1205.

## Ancien tracé de Gaillard à Findrol (D 1205)
- Gaillard (frontière suisse)
- Ambilly
- Annemasse
- Vétraz-Monthoux
- Nangy
- Findrol, commune de Contamine-sur-Arve